# ジンキシリーズ
「ジンキシリーズ」は、綱島志朗による日本の漫画『ジンキ』を始めとする一連のロボット漫画シリーズである。人機（ジンキ）と呼ばれる巨大ロボットとそれに搭乗する主人公の戦いを描いており、掲載誌を移りながら長期にわたって連載されている。本記事では漫画を原作とするテレビアニメ、その他の関連メディアについても記述する。

## 沿革
シリーズ第1作『ジンキ』は、1988年のベネズエラの奥地を舞台に中学生の少女・津崎青葉を主人公として、彼女が搭乗する人機「モリビト2号」の活躍が描かれる。同作はエニックス刊の『月刊ガンガンWING』2000年3月号から連載された。だが、エニックスお家騒動により作者がマッグガーデンに移籍したため、2001年11月号をもって連載終了となる。連載当初は意図的に絵柄を変えていたため、その後とはかなりビジュアルが異なる。
移籍後、マッグガーデン刊の『月刊コミックブレイド』2002年4月号（創刊号）からシリーズ第2作『ジンキ・エクステンド』が連載された。物語の舞台は前作より3年後の1991年の東京へと移り、高校生の少女・柊赤緒が新たな主人公となってモリビト2号に搭乗する。また、前作『ジンキ』もタイトルを『ジンキ-人機-』として、マッグガーデンより新装版が2004年12月10日に4巻同時に刊行された。さらに『JINKI:EXTEND』（ジンキ・エクステンド）のタイトルで漫画を原作としたテレビアニメをスターチャイルドが製作。2005年1月から3月まで放送された同アニメは、テレビ朝日が手掛けた唯一のスターチャイルド作品である。
漫画『ジンキ・エクステンド』の連載は2006年8月号を以って休載、その後2007年1月15日に作者の個人サイトで連載を終了することが公表された（事実上打ち切り）。しかし、この時点で続きが60ページほど進んでいること、また描く意欲があることを明かした。後に完成した60ページを持って出版社に持ち込みを掛けようとしていたが、逆に10社以上の出版社からオファーのメールを受けた。
2007年、メディアワークス刊の『電撃萌王』8月号にて連載再開決定が告知される。また同誌では、「JINKI GALS COLLECTION」と題された綱島による本シリーズに登場するヒロインの描き下ろしイラストが2007年8月号から2008年4月号まで掲載された（#JINKI-真説-コンプリート・エディション参照）。『電撃萌王』2007年10月号では、『月刊コミック電撃大王』にて2008年より連載されることが発表されている。
再開されたシリーズは『JINKI-真説-』として、アスキー・メディアワークス（メディアワークスは2008年4月よりアスキーと合併）刊の『月刊コミック電撃大王』2008年5月号より同年12月号まで連載された。
『ジンキ・エクステンド』で中断されたエピソードは『ジンキ』直後を描いた過去のものとなっていた。そのため、そのエピソードを継続した『JINKI-真説-』は『ジンキ』の主人公・津崎青葉の物語とされ、『ジンキ』から『ジンキ・エクステンド』へと続く空白の期間を埋めるストーリーとして完結している。また『ジンキ』と『JINKI-真説-』を収録し、津崎青葉の物語に一つに纏めて構成した完全版コミックス「JINKI-真説-コンプリート・エディション」が2008年4月26日から同年12月17日まで全5巻が刊行された。
2009年3月、富士見書房の『月刊ドラゴンエイジ』のホームページにて、同誌2009年6月号より『ジンキ・エクステンド（仮）』が連載されることが告知される。また、未完となっている『ジンキ・エクステンド』のエピソード、柊赤緒が主人公である「東京編」の続きではなく、それをベースに新しいストーリーが展開される予定であることも発表された。
新シリーズのタイトルは『ジンキ・エクステンド〜リレイション〜』とされ『月刊ドラゴンエイジ』2009年6月号より連載開始、現在も連載中である。「東京編」より以後の時期の出来事として「ハイ・アルファー」などの新たな設定を盛り込んで物語が進んでおり、既存のキャラクターはそのままに少年の主人公・柊蒼旗と彼が搭乗する新たな人機「モリビト天号」の活躍が描かれている。
2010年1月9日に刊行された『ジンキ・エクステンド〜リレイション〜』コミックス第1巻の帯では、ゲーム化が報じられた。2010年6月10日にはアダルト向けPCゲームとして戯画から発売されることが明らかとなり、『JINKI EXTEND Re:VISION』のタイトルで初回限定版が2010年11月26日に発売、通常版が2010年12月3日に発売されている。
2011年6月27日から同年9月27日にかけては、第2作『ジンキ・エクステンド』の「東京編」のエピソードを収録した完全版コミックス「JINKI:EXTEND コンプリート・エディション」が全3巻で刊行された。
2016年には、『チャンピオンRED』（秋田書店）にて、同年10月号（同年8月19日発売）から『人狼機ウィンヴルガ』の連載が開始された。

## ストーリー
本記事では津崎青葉が主人公である話を“1988年「ベネズエラ編」”、柊赤緒が主人公である話を“1991年「東京編」”とし、新シリーズである『ジンキ・エクステンド〜リレイション〜』と便宜上区別する。

### 1988年「ベネズエラ編」
［以下表記、“1988年”］
- 『ジンキ』1 - 4巻、『ジンキ・エクステンド』6 - 9巻、『JINKI-真説- FINAL EPISODE』1巻
- 『JINKI-真説-コンプリート・エディション』1 - 5巻

1988年11月のある日、プラモデル作りが大好きな中学1年生の少女津崎青葉の前に白いワゴン車が現れる。中から出てきた女性（?）は「青葉の母」と名乗り、突然ヘッドバットを仕掛けてくる。これをまともにくらい、気絶した彼女が次に目を覚ました場所は南米ベネズエラ。そこで彼女は人機・「モリビト2号」と出会う。

### 1991年「東京編」
［以下表記、“1991年（旧・エクステンド）”］
- 『ジンキ・エクステンド』1 - 5巻
- 『JINKI：EXTEND コンプリート・エディション』1 - 3巻

1991年、3年前から世界各地でロストライフ現象と呼ばれる町とそこに住む人々が消滅する事件が起きている中、東京の柊神社で巫女を務める少女柊赤緒は、ある日一人の男と出会う。彼の名前は小河原両兵。彼は赤緒を自分の探している敵と勘違いするが、すぐにその誤解は解ける。しかしその先には、襲い来る敵人機との戦いに「モリビト2号」の操主となって身を投じる過酷な運命が待ち受けていた。

### ジンキ・エクステンド〜リレイション〜
［以下表記、“リレイション”］
- 『ジンキ・エクステンド〜リレイション〜』1 - 5巻

とある港町で育った少年柊蒼旗は、そこで突如繰り広げられた人機同士の戦いに巻き込まれる。成り行きで父・垢司の造った人機「モリビト天号」に乗り込んだ蒼旗は一人の少女柊赤緒と出会う。2人の柊の出会いから新たな物語が始まった。

## 基礎用語
1988年・1991年・リレイション共通
アンヘル
古代人機の侵攻を防ぐためにベネズエラ政府が創設（役人の責任の擦り付け合いによって設立）した組織。前身は才能機（後の人機）を製作していた高津重工。カナイマ、ルエパ、ウリマンの3つから成る。
1991年（旧・エクステンド）
カナイマは壊滅し、ルエパとウリマンは統合して1つになった。

人機（ジンキ）
高津重工が開発した大型の人型機械。血塊を動力源とする血塊炉を主出力機関とする。作業用、戦闘用、種々のタイプが存在し、頭部のコックピットに操主（パイロット）が乗り込んで操縦する。操縦は単座、もしくは複座で行われ、血続が操主となる場合はトレースシステムを使用することが可能となる。
正式名称は「人型特殊才能機」。開発の初期段階では「才能機」と呼ばれていた。生みの親は大池赤菜。
アニメ版では「人工人機」と呼ばれたこともあった。
血塊（けっかい、ブルブラッド）
テーブルマウンテンから採れる青い鉱石。人機の動力源。
永きにわたる時の中で、地球に生きる全ての生命が死後に結晶となり大地に眠ったもの。人の精神エネルギーを蓄積し、それを力に変える。
血塊炉（けっかいろ、ブルブラッドシステム）
人機の動力炉、永久電力を利用した超伝導体。
操主（そうしゅ）
人機の操縦手をこう呼ぶ。血続が操主となる場合、その人機のポテンシャルは想定されていた水準以上の能力となる。
長く人機を操縦する操主には人機に“取り込まれる”という現象が起こる。その対策として人機の操縦方式は複座方式が用いられることとなった。
古代人機（こだいジンキ）
テーブルマウンテンの太古の地層から突如現れた正体不明の巨怪。血塊で動くゆえか“人機”と呼ばれる。鍵穴のような形をし、人間大サイズのものも存在する。
その正体は「命の眠る場所＝テーブルダスト」の番人（命の番人）。
1991年（旧・エクステンド）
八将陣たちが使役し、戦闘に利用している。

テーブルマウンテン
秘境ラ・グラン・サバナにいくつも存在する台形状の山。血塊が採掘される場所であり、また古代人機の発生場所でもある。テプイ（先住民の言葉）とも呼ばれる。
八将陣（はちしょうじん）
黒将が率いる人機特化部隊。ダビング・スールの協力を仰いだ黒将が「八将陣計画」のもと発足、結成した。
1991年（旧・エクステンド）
キョムの特殊部隊。強化人造人間を扱う恐るべき戦闘集団。

ファントム
人機の高度な操縦技術の一つ。足の関節の伸縮のタイミングとブースターの加速のタイミングを合わせて一瞬だけ超加速を得る技。応用技として機体全体の動力パイプの伸縮を利用して空中で向きを変えたり、急加速を得る「空中ファントム」がある。
アルファー
血続に反応する鏃型の板小片。テーブルマウンテンから発掘されたといわれている（黒将は先んじてこれを使っていたが、アルファーという名称が登場するのは1991年から）。
血続はこれを使い戦闘に際する攻防や、人機との通信・発信機代わりに使用できる。人機を遠隔操作する際の媒体としての役割もあると思われる。
個人差もあるが、使いこなすにはある程度の訓練が必要。
血続（けつぞく）
人機の操縦に長けた特性を持つ者の総称。
通常の人間よりも精神波が強く、それ故に血塊に共鳴する力が高い。女性が多く、男性の血続は数が少ないらしい。
Rスーツ（アールスーツ）
血続の力を人機にダイレクトに伝わりやすくするためのスーツ。
1991年（旧・エクステンド）
人工アルファーで出来ており、着用者をある程度の衝撃から守る役割も果たす。

トレースシステム
人機の操縦システム。外観は操主の全身に装着する形をしている。これを扱う操主は血続が条件とされ、単座による操縦でも従来の複座型の操縦システムより操縦レスポンスは高くなる。
キョム
黒将、八将陣と関わりのある組織。黒将亡き後は八将陣残党がこの名を掲げ「黒将復活」のため活動を起こす（モノローグで語られている）。
1991年（旧・エクステンド）
八将陣が率いる組織。
人機の開発、人造生命体を生み出す技術など、そのどれもが常識では計り知れない水準を有しており、人類社会にとって「ロストライフ現象」を引き起こす脅威的な存在。

テーブルダスト
テーブルマウンテンにおいてアンヘルが呼称する「ポイント0」の地下深くに存在する。
数万年前から、あらゆる生物の物質とも呼べないほんの少しの「命の欠片」＝血塊が集まってできた場所。
古代人機はその血塊＝「命」を守っている。
ロストライフ現象（ロストライフげんしょう）
黒将を倒した際に飛び散った邪悪な私念エネルギーに当てられた人達が起こしている凶悪事件。アンヘルメンバーはこの処理のために行動している。キョム（八将陣残党）の目的は飛び散った私念エネルギーを集め、黒将を復活させることである。
1991年（旧・エクステンド）
1988年にベネズエラのラ・グラン・サバナで起きた核爆発以降、世界各地で起こっている怪事件。その規模は殺人から町1つを地図から消し去るほどのものまで様々。
その実態は黒将率いる「キョム」が人機を使い、世界各地を攻撃しているものであった（殺人は強化人間の仕業）。

1988年
エクステンドチャージ
人機の血塊＝「命」に操主が最大限に共鳴することで、操る人機が通常をはるかに超える性能を発揮する現象。黒将曰く「本能の力」。

1991年（旧・エクステンド）
シャンデリア
キョムの衛星要塞。おそろしく巨大な建造物ながら、地上のどの国家にも察知されることなく超高空に潜む。

リレイション
ハイアルファー
人機サイズの巨大なアルファー。それぞれが異なる能力と形状を持ち、一定の発動条件を満たさなければ使用できない。
黒い波動（くろいはどう）
大地に眠る命の力「Rエネルギー」が変異して負の力となったもの。キョムはこのエネルギーを集めている。
ビッグナナツー
アンヘルの人機運用艦船。タンカーを元に造られており、艦橋の外部形状はナナツーウェイの頭部に似ている。
黒い波動の浄化装置を有する。
Rフィールド装甲（アールフィールドそうこう）
発生させたエネルギー力場により、実体弾を撥ね返す能力を有する装甲。この装甲を施した機体に対する実体弾の攻撃は無効とされ、損傷を与えられるのはリバウンド兵器に限定される。キリビト・ザイ、ポーンズに搭載されている。重量がかさむとのこと。
Rブレード（アールブレード）
人機の武装の一つ。いわゆるビーム剣であり、キリビト・コアが装備している。

Re:VISION
リバウンド
血続が持つ能力の別名。通常、アルファーを媒介にしなければ発現しない。

## 既刊一覧
『ジンキ-人機-』と『ジンキ・エクステンド』はアメリカでも『JINKI:EXTEND』のタイトルで発売された。香港では『ジンキ・エクステンド』のみが『人機・續篇』（人機・続編）のタイトルで翻訳出版されている。

### ジンキ
レーベルはガンガンWINGコミックス。全4巻。
- 1巻、2000年9月27日初版発行（2000年8月26日発売）、ISBN 4-7575-0285-0
  - 巻末に設定資料集収録。
- 2巻、2001年3月27日初版発行（2001年2月27日発売）、ISBN 4-7575-0409-8
  - 巻末に設定資料集収録。
- 3巻、2001年10月27日初版発行（2001年9月27日発売）、ISBN 4-7575-0542-6
  - カバー裏に海洋堂製モリビト2号フィギュアレポート&トウジャCX設定資料収録。
- 4巻、2002年4月27日初版発行（2002年3月27日発売）、ISBN 4-7575-0643-0
  - 巻末に読み切り作品『クローンエンジェル』収録。

### ジンキ-人機-
『ジンキ』の新装版。レーベルはブレイドコミックス。全4巻。
- 1巻、2005年1月10日初版発行（2004年12月10日発売）、ISBN 4-86127-101-0
  - 巻末に「ジンキ再版記念4コマ」(1)収録。
- 2巻、2005年1月10日初版発行（2004年12月10日発売）、ISBN 4-86127-102-9
  - 巻末に「ジンキ再版記念4コマ」(2)収録。
- 3巻、2005年1月10日初版発行（2004年12月10日発売）、ISBN 4-86127-103-7
- 4巻、2005年1月10日初版発行（2004年12月10日発売）、ISBN 4-86127-104-5
  - 巻末に読み切り作品『ヘヴンズ』、「ジンキ再版記念4コマ」(3)収録。
- 『ジンキ-人機-コンプリートBOX』、初版発行日不明（発売日不明）、ISBN 4-86127-106-1
  - 『ジンキ-人機-』全4巻セット。設定画などのミニブックレット付き。

### ジンキ・エクステンド
第3巻以外の初回限定版はタイトルと作者名がピンク色になっている（通常版は黄色）。レーベルはブレイドコミックス。全9巻。
- 1巻、2002年10月10日初版発行（2002年9月10日発売）、ISBN 4-901926-06-3
- 2巻、2003年3月10日初版発行（2003年2月10日発売）、ISBN 4-901926-28-4
- 3巻、2003年8月10日初版発行（2003年7月10日発売）、ISBN 4-901926-73-X
  - 初回限定版 ISBN 4-901926-68-3 オールカラー描き下ろしコミック「URA-JINKI」付き。
- 4巻、2004年1月10日初版発行（2003年12月10日発売）、ISBN 4-86127-001-4
- 5巻、2004年8月9日初版発行（2004年7月9日発売）、ISBN 4-86127-052-9
  - 初回限定版 ISBN 4-86127-050-2 ポストカード型ミニ画集付き。
- 6巻、2005年2月11日初版発行（2005年1月11日発売）、ISBN 4-86127-108-8
- 7巻、2005年9月10日初版発行（2005年8月10日発売）、ISBN 4-86127-171-1
  - 初回限定版 ISBN 4-86127-166-5 ドラマCD「竜神島レミングス」付き。
- 8巻、2006年4月10日初版発行（2006年3月10日発売）、ISBN 4-86127-243-2
  - 初回限定版 ISBN 4-86127-235-1 CD-ROM（オリジナル壁紙集、カレンダー壁紙集、タイピングゲーム、オリジナル時計）付き。
- 9巻、2007年1月9日初版発行（2006年12月9日発売）、ISBN 4-86127-331-5
  - 初回限定版 ISBN 4-86127-299-8 「黄坂 ルイ」フィギュア付き。

### JINKI-真説-
レーベルは電撃コミックス。全1巻。
- 『JINKI-真説- FINAL EPISODE』、2008年12月17日初版発行（同日発売[8]）、ISBN 978-4-04-867499-7
  - 『電撃大王』連載分を収録。および巻末には『電撃大王』2008年8月号付録『電撃4コマ大王』掲載の「帰ってきたルイのアルマジロな生活」が収録されている。全1巻。

### JINKI-真説-コンプリート・エディション
『ジンキ』と『JINKI-真説-』を収録する構成で、津崎青葉が主人公である物語に纏めた完全版コミックス。雑誌掲載時のカラーページが再現されている。描き下ろしの3つ折りポスター付き。全巻購入者限定応募者全員サービスで「JINKI GALS"SECRET"COLLECTION」（『電撃萌王』に2007年8月号から2008年4月号まで掲載されたイラスト「JINKI GALS COLLECTION」を収録したもの）が刊行された。レーベルは電撃コミックスEX。全5巻。
- 1巻、2008年4月26日初版発行（同日発売[9]）、ISBN 978-4-04-867054-8
  - 内容は『ジンキ』第1巻・第2巻と同一。巻末に『ジンキ-人機-』第1巻・第2巻に収録されていた「ジンキ再版記念4コマ」(1)、(2)収録。
- 2巻、2008年6月27日初版発行（同日発売[10]）、ISBN 978-4-04-867079-1
  - 内容は『ジンキ』第3巻・第4巻と同一。巻末に『ジンキ-人機-』第4巻に収録されていた「ジンキ再版記念4コマ」(3)・設定資料集収録。
- 3巻、2008年8月27日初版発行（同日発売）、ISBN 978-4-04-867238-2
  - 内容は『ジンキ・エクステンド』第6巻（「EXTRA EPISODE 戦士たちの休息」を除いた）本編・第7巻と同一。巻末に『ジンキ・エクステンド』第4巻に収録されていた「やっつけ4コマ」収録。
- 4巻、2008年10月27日初版発行（同日発売[11]）、ISBN 978-4-04-867311-2
  - 内容は『ジンキ・エクステンド』第8巻・第9巻と同一。巻末に「アルマジロVSメカマジロ」と「やっつけ4コマ ルイのアルマジロな生活」収録。
- 5巻、2008年12月17日初版発行（同日発売[8]）、ISBN 978-4-04-867504-8
  - 内容は『JINKI-真説- FINAL EPISODE』と同様だが一部に加筆変更や性描写シーンに6ページの追加がある。巻末に『電撃大王』2008年8月号付録『電撃4コマ大王』掲載の「帰ってきたルイのアルマジロな生活」と『ジンキ・エクステンド』第3巻限定版付録「URA-JINKI」収録。

### ジンキ・エクステンド〜リレイション〜
レーベルはドラゴンコミックスエイジ。1-4巻のカバー裏には各人機の設定資料が描かれている。既刊5巻。
- 1巻、2010年1月9日初版発行（同日発売）、 ISBN 978-4-04-712647-3
- 2巻、2010年5月8日初版発行（同日発売）、 ISBN 978-4-04-712666-4
- 3巻、2010年12月9日初版発行（同日発売）、ISBN 978-4-04-712703-6
- 4巻、2011年7月8日初版発行（同日発売）、 ISBN 978-4-04-712736-4
- 5巻、2012年5月9日初版発行（同日発売）、 ISBN 978-4-04-712783-8

### JINKI:EXTEND コンプリート・エディション
『ジンキ・エクステンド』の「東京編」を収録・構成した完全版コミックス。雑誌掲載時のカラーページが再現されている。描き下ろしの3つ折りポスター付き。また、カバー裏には各ヒロインと人機の設定資料が描かれている。全巻購入者限定応募者全員サービスで「JINKI GALS"SECRET"COLLECTION+」が刊行予定。レーベルは電撃コミックスEX。全3巻。
- 1巻、2011年6月27日初版発行（同日発売[13]）、ISBN 978-4-04-870618-6
  - 内容は『ジンキ・エクステンド』第1巻・第2巻第7話までと同一。巻末に『ジンキ・エクステンド』第5巻に収録されていた「EXTRA EPISODE 血続の証明」収録。
- 2巻、2011年7月24日初版発行（同日発売[14]）、 ISBN 978-4-04-870620-9
  - 内容は『ジンキ・エクステンド』第2巻第8話から・第3巻・第4巻第16話までと同一。巻末に「EXTRA EPISODE 南米式友達の印」（『ジンキ・エクステンド』第3巻に収録）と「さつきねずみの旅日記」収録。
- 3巻、2011年9月27日初版発行（同日発売[15]）、ISBN  978-4-04-870621-6
  - 内容は『ジンキ・エクステンド』第4巻第17話から第5巻までと同一。巻末に描き下ろし新規エピソード「BLUFF」収録。

## テレビアニメ
『JINKI:EXTEND』（ジンキ・エクステンド）のタイトルで全12話が放送され、DVD最終巻にはテレビ未放送の第13話が収録された。1988年が舞台の『ジンキ』とその3年後（1991年）が舞台の『ジンキ・エクステンド』を原作とする。第7話までは2作の時間軸が同時に進行し、第8話以降は物語の舞台が1991年に集約される。
2008年10月22日にDVD-BOXが発売。

### 製作
| 原作                             | 綱島志朗（マッグガーデン刊『月刊コミックブレイド』連載） |
| 監督                             | むらた雅彦                                               |
| 企画                             | 保坂嘉弘、大月俊倫                                       |
| シリーズ構成                     | 荒川稔久                                                 |
| キャラクターデザイン・総作画監督 | 細田直人                                                 |
| メカニックデザイン               | 田村勝之                                                 |
| 美術監督                         | 小坂部直子                                               |
| 色彩設定                         | 岩井田洋                                                 |
| 撮影監督                         | 近藤靖尚                                                 |
| 音楽                             | 川井憲次                                                 |
| 音響監督                         | 若林和弘                                                 |
| プロデューサー                   | シュレック・ヘドウィック、立石茂、瀧ヶ崎誠               |
| アニメーション制作               | feel                                                     |
| 製作                             | テレビ朝日、ガンジス、アンヘル日本支部                   |

製作のきっかけは、大月俊倫が書店で『ジンキ』を見かけたことである。『ジンキ』を面白いと感じた大月は、単行本の奥付に知人の名前が記載されているのを発見し、その人物を通じて原作者の綱島志朗とその担当編集者を紹介されてアニメ化の企画が始まった。
監督のむらた雅彦はfeelの社長から本作への参加を呼びかけられた。本作以前にロボット作品に関わっていたむらたはもう少しロボット作品をやりたいと考えていたため、本作に参加した。むらたは『ジンキ』の設定の深さを気に入ったため、その要素を織り交ぜつつ『エクステンド』の世界観を掘り下げようとした。アニメ版のタイトルに『エクステンド』と入っている以上、『エクステンド』の要素は外せず、また『エクステンド』を語るためには土台となる『ジンキ』を外すこともできなかったが、両方をやろうとすると話数が足りなかった。その中でシリーズ構成の荒川稔久により、両作品を同時進行させてどこかで合流させるという提案がなされた。
荒川は大月に声をかけられて本作に参加した。原作『ジンキ』と『エクステンド』の美味しいところを拾うことで、本作の最初の形が出来上がった。原作はまだ継続中であることから終盤はアニメ側で独自に制作することとなり、綱島の大まかな希望を元にアニメ側で組み上げ、それをもう1度綱島が確認するという形で制作された。荒川は原作における青葉と静花の関係が印象に残ったことから、両者の関係をドラマの軸とし、それを中心として他の部分が配分された。登場人物全員の背景を追うと収拾がつかなくなるため、エルニィやメルJの出番は控えめとなった。『ジンキ』と『エクステンド』を順番通りにやると最初は青葉とルイ以外の女の子が出てこなくなるため、荒川は両作品を並行世界のように同時に描くことを思いつき、むらたと相談してこの案は採用された。

### 主題歌
オープニングテーマ「FLY AWAY」
作詞 - Salia / 作曲 - Salia、shin-go / 編曲・歌 - unicorn table
エンディングテーマ「未来とゆう名の答え」
作詞 - atsuko / 作曲 - atsuko、KATSU / 編曲 - KATSU / 歌 - angela

### 各話リスト
| 話数               | サブタイトル   | 脚本                | 絵コンテ                  | 演出       | 作画監督                    | メカ作監            |
| ------------------ | -------------- | ------------------- | ------------------------- | ---------- | --------------------------- | ------------------- |
| Episode1.          | 少女が見た戦場 | 荒川稔久            | むらた雅彦                | むらた雅彦 | 細田直人                    | 田村勝之            |
| Episode2.          | 涙のあと       | 荒川稔久            | よしもときんじ むらた雅彦 | 小林智樹   | 仲田美歩                    | 松原一之            |
| Episode3.          | 質と量         | 荒川稔久            | 後信治                    | 後信治     | 桝田邦彰                    | 牟田口裕基          |
| Episode4.          | 対面           | 荒川稔久            | 嵯峨敏                    | 嵯峨敏     | 小菅和久、山本佐和子        | -                   |
| Episode5.          | 敵と味方と     | 荒川稔久            | むらた雅彦 徳本善信       | 後信治     | 高橋勇治、村上直樹          | 立田眞一            |
| Episode6.          | 黒の操主       | 荒川稔久            | むらた雅彦 徳本善信       | 徳本善信   | 湯本佳典 小菅和久           | 山本佐和子          |
| Episode7.          | 野望の果て     | 雨宮ひとみ 荒川稔久 | 中山正恵                  | 中山正恵   | 下谷智之                    | 下川寿士            |
| Episode8.          | 銀翼の来訪者   | 川崎ヒロユキ        | むらた雅彦                | むらた雅彦 | 杉山了蔵、湯本佳典 高品有桂 | 牟田口裕基          |
| Episode9.          | ゲームの勝者   | 川崎ヒロユキ        | 殿勝秀樹                  | 後信治     | 村上直樹、高橋勇治          | 立田眞一            |
| Episode10.         | 赤と黒         | 荒川稔久            | 桜田本舗                  | 徳本善信   | 岩井優器                    | 山本佐和子          |
| Episode11.         | 家族           | 荒川稔久            | 後信治                    | 後信治     | 小菅和久、晶貴孝二          | 下川寿士            |
| Episode12.         | 青と赤         | 荒川稔久            | 殿勝秀樹                  | むらた雅彦 | 杉山了蔵、桝田邦彰          | 松原一之 牟田口裕基 |
| Episode13. （OVA） | それから       | 荒川稔久            | 鎌仲史陽                  | 鎌仲史陽   | 下谷智之                    | 田村勝之            |

### 放送局
| 放送地域   | 放送局     | 放送期間                 | 放送日時                 | 系列               |
| ---------- | ---------- | ------------------------ | ------------------------ | ------------------ |
| 関東広域圏 | テレビ朝日 | 2005年1月5日 - 3月23日   | 水曜 26時12分 - 26時42分 | テレビ朝日系列     |
| 近畿広域圏 | 朝日放送   | 2005年4月6日 - 6月29日   | 水曜 26時51分 - 27時21分 | テレビ朝日系列     |
| 日本全域   | GyaO       | 2008年9月25日 - 12月11日 | 毎週木曜更新             | インターネット配信 |

| テレビ朝日 水曜26:12枠 | テレビ朝日 水曜26:12枠 | テレビ朝日 水曜26:12枠              |
| 前番組                 | 番組名                 | 次番組                              |
| ---------------------- | ---------------------- | ----------------------------------- |
| KURAU Phantom Memory   | JINKI:EXTEND           | 25:59 - セレクションX 25:31より移動 |

## ゲーム
いずれも綱島志朗自身が原画を担当している。
JINKI EXTEND Re:VISION（ジンキ・エクステンド リヴィジョン）
2010年に戯画より発売された18禁パソコンゲーム。新主人公・氷野顕が登場する、1991年（旧・エクステンド）編のリメイクストーリーとなる。
JINKI RESURRECTION（ジンキ・リザレクション）
2020年に戯画より発売された18禁パソコンゲーム。主人公は小河原両兵で、1991年の2年後を描いているが、上述の『Re:VISION』とは直接の繋がりはない。
2021年2月25日にはエンターグラムからPlayStation 4とNintendo Switchへの移植版が発売された。
JINKI -Unlimited- / JINKI -Infinity-
2023年1月27日に『-Unlimited-』が戯画から発売され、同年4月27日に『-Infinity-』がエンターグラムから発売。
『-Unlimited-』は18禁パソコンゲーム、『-Infinity-』は18禁要素なしのPlayStation 4・Nintendo Switch用ゲームとなる。

## 関連作品

### 書籍
小説
- ジンキ・エクステンド EXTRA SIX マッグガーデンノベルス （著：綱島志朗/瀧川舜一、マッグガーデン）初版発行日不明。 ISBN 4-86127-139-8

ガイドブック
- TVアニメーションJINKI:EXTENDスターターブック 2005年1月19日初版発行。 ISBN 4-86127-107-X
- TVアニメーションJINKI:EXTENDパーフェクトガイドブック 2005年6月11日初版発行。 ISBN 4-86127-149-5

### CD

#### JINKI:EXTEND 〈青盤〉〈赤盤〉
〈青盤〉
作詞・作曲 - Salia / 編曲・歌 - unicorn table
1. 「SORA」
2. 「TO BE FREE」
3. 「SORA」（off vocal Version）
4. 「TO BE FREE」（off vocal Version）

〈赤盤〉
1. 昼下がりの少女たち1 青葉と赤緒
2. 昼下がりの少女たち2 女子ロボット同好会
3. 昼下がりの少女たち3 銭湯へ行く。

キャスト
- 津崎青葉 - 折笠富美子
- 柊赤緒 - 稲村優奈
- 黄坂ルイ - 田村ゆかり
- 黄坂南 - 鷹森淑乃
- エルニィ立花 - 川上とも子
- 川本さつき - 野中藍
- メルJ・ヴァネット - 皆川純子

スタッフ
- 原作 - 綱島志朗
- 脚本 - 荒川稔久
- 録音演出 - 若林和弘
- 音楽 - 川井憲次
- 効果 - 野口透（アニメサウンド）
- 調整 - 佐竹徹也

#### ドラマCD
ドラマCD JINKI:EXTEND Vol.1
1. OPテーマ「FLY AWAY」
2. 連続ドラマ「愛しき彼女たち」ルイ&さつき編
3. 連続ドラマ「愛しき彼女たち」エルニィ&メルJ編
4. 連続ドラマ「愛しき彼女たち」青葉&赤緒編
5. ギリギリ☆悶絶ダンスバトル 前編
6. ギリギリ☆悶絶ダンスバトル 後編

ドラマCD JINKI:EXTEND Vol.2
1. OPテーマ「FLY AWAY」
2. 汗と涙と青春と
3. 汗と涙と青春と
4. ルイとカニ
5. ルイとカニ
6. キャストトーク

#### キャラクターアルバム
JINKIEXTEND 黄坂ルイ キャラクターソングアルバム 物語（KICA-734）
2005年11月2日発売。
歌：黄坂ルイ（CV:田村ゆかり）
1. ある日
2. 存在（Another.ver）
3. 好敵手（Another.ver）
4. 瞳
5. 道
6. 青空
7. ある日（Instrumental Ver.）
8. 存在（Instrumental Ver.）
9. 好敵手（Instrumental Ver.）
10. 瞳（Instrumental Ver.）
11. 道（Instrumental Ver.）
12. 青空（Instrumental Ver.）

#### サウンドトラック
JINKI:EXTEND オリジナルサウンドトラック
1. プロローグ
2. FLY AWAY（TV SIZE）
3. 対決
4. 想い出
5. 不穏
6. グラン・サバナ
7. 軋む大地
8. 古代の闇
9. COUNTDOWN
10. 迫る不安
11. 青葉のテーマ
12. 迷い
13. 過ぎ去りし日々の夢
14. 荒神の気配
15. イメージトレーニング
16. 荒ぶる神々
17. 突入

1. ゲーム開始
2. 首都は燃えているか
3. 迫り来る闇
4. 畏怖
5. 黒い影
6. 闇との戦い
7. うつろう時,うつろな心
8. 届かぬ想い
9. 古の記憶
10. ひとときのやすらぎ
11. 再会
12. 白い時間
13. 皆既日食〜運命の時〜
14. 響き合う魂
15. モリビトVSキリビト
16. 決戦
17. 未来とゆう名の答え（TV SIZE）

#### ジンキ・エクステンド リレイション ドラマCD
2010年12月8日発売。